# Chamalycaeus expanstoma
Chamalycaeus expanstoma é uma espécie de gastrópode  da família Alycaeidae.
É endémica de Japão.